# USS Amberjack (SS-522)
USS Amberjack (SS-522) là một  tàu ngầm lớp Tench được Hải quân Hoa Kỳ chế tạo vào giai đoạn cuối Chiến tranh Thế giới thứ hai. Nó là chiếc tàu ngầm thứ hai của Hải quân Hoa Kỳ được đặt cái tên này, theo tên một loài trong chi Cá cam. Hạ thủy vào cuối năm 1944 nhưng chỉ nhập biên chế vào năm 1946, Amberjack hoàn tất quá trễ để có thể phục vụ trong Thế Chiến II, nhưng đã phục vụ trong giai đoạn Chiến tranh Lạnh và được hiện đại hóa theo đề án GUPPY II. Nó được chuyển cho Brazil năm 1973 và tiếp tục phục vụ cùng Hải quân Brazil như là chiếc Ceará (S-14) cho đến năm 1987. Con tàu bị tháo dỡ sau đó, ngoại trừ cấu trúc thượng tầng được giữ lại và bảo tồn tại Fortaleza, Brazil.

## Thiết kế và chế tạo

### Thiết kế
Lớp tàu ngầm Tench là sự cải tiến tiếp theo của các lớp tàu ngầm hạm đội   Balao và   Gato, vốn đã chứng minh thành công trong hoạt động chống Nhật Bản tại Mặt trận Thái Bình Dương. Lớp tàu này, tích lũy những kinh nghiệm trong giai đoạn đầu của cuộc xung đột, là lớp tàu ngầm cuối cùng được Hải quân Hoa Kỳ chế tạo trong chiến tranh.
Những chiếc lớp Tench có chiều dài 311 ft 9 in (95,02 m), mạn tàu rộng 27 ft 4 in (8,33 m) và mớn nước tối đa 17 ft (5,2 m), có trọng lượng choán nước 1.570 tấn Anh (1.600 t) khi nổi và 2.414 tấn Anh (2.453 t) khi lặn. Chúng trang bị bốn động cơ diesel Fairbanks-Morse 38D8-⅛ 10-xy lanh chuyển động đối xứng, dẫn động máy phát điện để cung cấp điện năng cho hai động cơ điện, đạt được công suất 5.400 shp (4.000 kW) cho phép di chuyển với tốc độ tối đa 20,25 hải lý trên giờ (37,50 km/h) khi nổi. Khi hoạt động ngầm dưới nước, chúng được cung cấp điện từ hai dàn ắc-quy Sargo 126-cell để vận hành hai động cơ điện Elliott lõi kép tốc độ chậm, có công suất 2.740 shp (2.040 kW) và đạt tốc độ tối đa 8,75 kn (16,21 km/h). Tầm xa hoạt động là 16.000 hải lý (30.000 km) khi đi trên mặt nước ở tốc độ 10 kn (19 km/h) và có thể hoạt động kéo dài đến 75 ngày; tuy nhiên khả năng hoạt động ngầm bị giới hạn bởi dung lượng điện ắc-quy, sẽ cạn trong 48 giờ khi di chuyển với tốc độ 2 kn (3,7 km/h). Chiếc tàu ngầm mang theo tiếp liệu đủ cho mười sĩ quan và 71 thủy thủ trong 75 ngày.
Lớp Tench được trang bị mười ống phóng ngư lôi 21 in (530 mm), gồm sáu ống trước mũi và bốn ống phía đuôi tàu, và mang theo tổng cộng 28 quả ngư lôi. Vũ khí trên boong tàu gồm một hải pháo 5 inch/25 caliber, một khẩu pháo phòng không Bofors 40 mm nòng đơn và một khẩu đội Oerlikon 20 mm nòng đôi, kèm theo hai súng máy .50 caliber.

### Chế tạo
Amberjack được đặt lườn tại Xưởng hải quân Boston ở Boston, Massachusetts vào ngày 8 tháng 2, 1944. Nó được hạ thủy vào ngày 15 tháng 12, 1944, được đỡ đầu bởi bà Dina C. Lang, và được cho nhập biên chế cùng Hải quân Hoa Kỳ vào ngày 4 tháng 3, 1946 dưới quyền chỉ huy của Hạm trưởng, Trung tá Hải quân William B. Parham.

## Lịch sử hoạt động

### USSAmberjack
Sau khi hoàn tất việc chạy thử máy tại vùng biển quần đảo Tây Ấn và vịnh Mexico, Amberjack gia nhập Hải đội Tàu ngầm 8 từ ngày 17 tháng 6, 1946. Hoạt động từ Căn cứ Tàu ngầm Hải quân tại New London, Connecticut, nó thực hành huấn luyện tại vùng bờ biển Bắc Đại Tây Dương và từng thực hiện một chuyến đi vượt qua vòng Bắc Cực vào tháng 11. Đến tháng 1, 1947, nó đi vào Xưởng hải quân Portsmouth để được hiện đại hóa trong khuôn khổ đề án GUPPY II. Lườn tàu và cấu trúc thượng tầng được cải biến suôn thẳng hơn, bổ sung thêm ắc-quy và ống hơi nhằm tăng cường tính năng lặn dưới nước và độ cơ động.
Vào tháng 1, 1948, Amberjack được điều động sang Hải đội Tàu ngầm 4 cặt căn cứ tại Key West, Florida. Nó hoạt động dọc theo vùng bờ Đông và khu vực Tây Ấn trong hơn một thập niên tiếp theo, bao gồm nhiệm vụ thử nghiệm phát triển chiến thuật, thực hành huấn luyện, tham gia các cuộc tập trận hạm đội xen kẻ với các đợt bảo trì và đại tu. Trong giai đoạn này con tàu cũng đã viếng thăm nhiều cảng tại vùng biển Caribe. Vào tháng 7, 1952, nó lại được điều sang Hải đội Tàu ngầm 12 vừa mới được thành lập, nhưng tiếp tục đặt cảng nhà tại Key West và thực hiện các hoạt động tương tự.
Vào ngày 9 tháng 7, 1970, Amberjack đi đến cảng nhà mới Key West, Florida, là căn cứ hoạt động trong suốt thời gian còn lại của quãng đời hoạt động. Nó có lượt biệt phái hoạt động cuối cùng sang vùng biển Địa Trung Hài từ ngày 27 tháng 11, 1972 đến ngày 30 tháng 3, 1973.

### Ceará(S-14)
Vào ngày 17 tháng 10, 1973, Amberjack được cho xuất biên chế tại Key West, đồng thời được rút tên khỏi danh sách Đăng bạ Hải quân Hoa Kỳ. Con tàu được chuyển cho Brazil để phục vụ cùng Hải quân Brazil như là chiếc Ceará (S-14). Nó xuất biên chế vào ngày 21 tháng 9, 1987 và bị tháo dỡ sau đó.